# Malå

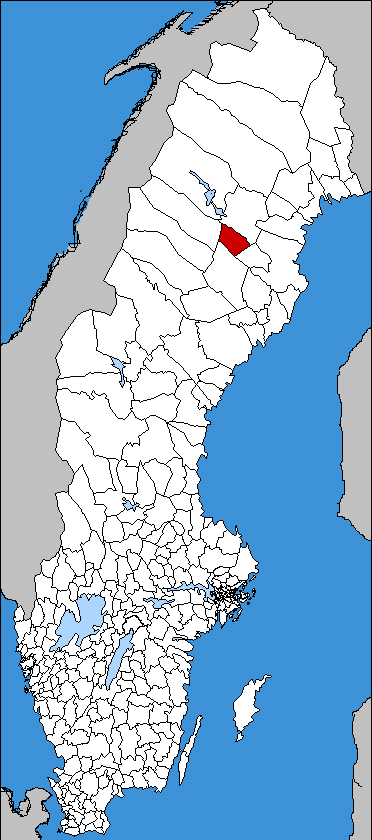
Malå.

Malå es un municipio de la provincia de Västerbotten, al norte de Suecia. Ocupa un área de 1607,5 kilómetros cuadrados y tiene una población de 3610 habitantes, ascendiendo la densidad de población por kilómetro cuadrado a 2 personas. La sede del gobierno local se encuentra en Malå, con 2,200 habitantes. Otras comunidades son Adak, Aspliden, Rentjärn y Rökå. El municipio se encuentra en la Laponia sueca

## Geografía
Las ciudades más próximas son Arvidsjaur y Lycksele, a una distancia media de 80 kilómetros. Las dos ciudades tienen aeropuerto con vuelos a ciudades como Arlanda y Estocolmo. 
Las ciudades más cercanas son Luleå y Umeå.